# Џулсберг (Колорадо)
Џулсберг (енгл. Julesburg) град је у америчкој савезној држави Колорадо.

## Демографија
По попису из 2010. године број становника је 1.225, што је 242 (-16,5%) становника мање него 2000. године.
| Група             | 2000.         | 2010.         |
| Белци             | 1.237 (84,3%) | 1.064 (86,9%) |
| Афроамериканци    | 3 (0,2%)      | 6 (0,5%)      |
| Азијати           | 6 (0,4%)      | 8 (0,7%)      |
| Хиспаноамериканци | 208 (14,2%)   | 135 (11,0%)   |
| Укупно            | 1.467         | 1.225         |